# Outlaw Gentlemen & Shady Ladies
Outlaw Gentlemen & Shady Ladies — пятый студийный альбом датской грув-метал-группы Volbeat, изданный в 2013 году. Удостоился номинации на «Грэмми» в категории «Лучшее метал-исполнение» за песню «Room 24» (совместно с King Diamond).
После выхода Beyond Hell / Above Heaven группа гастролировала два с половиной года, посетив Европу, США и Канаду. За это время коллектив покинул соло-гитарист Томас Бредахль, место которого занял бывший участник американоской трэш/грув-метал-группы Anthrax Роберт Каджано. 6 марта 2013 года Volbeat анонсировали новый альбом на своём официальном сайте — их сообщение обещало новое звучании коллектива и лирику, полную вымышленных персонажей.
Отдельные песни Outlaw Gentlemen & Shady Ladies носят достаточно личный характер — так, например, трек «Cape Of Our Hero», написанный лидером группы Микаэлем Поулсеном, рассказывает историю молодого человека, который вспоминает свою юность и отца как самую героическая фигура в его жизни. «Я верю, что у каждого человека в этом мире есть свой герой и большинство из нас смотрит на своего отца как на большого героя» — пояснил Микаэль — «Поэтому я пою о маленьком мальчике, который потерял отца, и вместе с ним — веру в своих супергероев».
Музыкальные критики приняли Outlaw Gentlemen & Shady Ladies с большим воодушевлением. Обозреватель музыкальной энциклопедии Allmusic Том Юрек отметил в пластинке выразительность и естественность звучания, запоминающиеся риффы, сложную мелодику и общую целенаправленность песен. Автор ресурса About.com Дэн Драго с одобрением отозвался об аутентичном звучании группы, охватывающем жанры метал, панк и рокабилли, и о вокале Микаэля Поулсена, сочетающем в себе данные Джеймса Хэтфилда, Элвиса Пресли и Майка Несса. Рецензент сайта Examiner.com Джейсон Бодак, похвалив характерные черты стиля Volbeat — лирику, рассказывающую истории и великолепный самобытный вокал Микаэля Поулсена — заключил, что пятый диск коллектива — достойное и заслуживающее внимания дополнение к его растущему творческому наследию.

## Список композиций
| №   | Название                                    | Текст песни           | Музыка                  | Длительность |
| --- | ------------------------------------------- | --------------------- | ----------------------- | ------------ |
| 1.  | «Let’s Shake Some Dust»                     | Микаэль Поулсен       | Роберт Каджано, Поулсен | 1:28         |
| 2.  | «Pearl Hart»                                | Поулсен               | Поулсен и Volbeat       | 3:27         |
| 3.  | «The Nameless One»                          | Поулсен               | Поулсен и Volbeat       | 3:53         |
| 4.  | «Dead But Rising»                           | Поулсен               | Поулсен и Volbeat       | 3:35         |
| 5.  | «Cape of Our Hero»                          | Поулсен               | Поулсен и Volbeat       | 3:49         |
| 6.  | «Room 24» (при участии Кинга Даймонда)      | Поулсен, Кинг Даймонд | Поулсен и Volbeat       | 5:07         |
| 7.  | «The Hangman’s Body Count»                  | Поулсен               | Поулсен и Volbeat       | 5:15         |
| 8.  | «My Body»                                   | Сэмир Гэдхи           | Young the Giant         | 3:42         |
| 9.  | «Lola Montez»                               | Поулсен               | Поулсен и Volbeat       | 4:28         |
| 10. | «Black Bart»                                | Поулсен               | Поулсен и Volbeat       | 4:48         |
| 11. | «Lonesome Rider» (при участии Сары Блэквуд) | Поулсен               | Поулсен, Каджано        | 4:05         |
| 12. | «The Sinner Is You»                         | Поулсен               | Поулсен, Каджано        | 4:15         |
| 13. | «Doc Holliday»                              | Поулсен               | Поулсен и Volbeat       | 5:46         |
| 14. | «Our Loved Ones»                            | Поулсен               | Поулсен и Volbeat       | 4:51         |

Бонус-треки лимитированного издания
Вся музыка написана Поулсеном и Volbeat.
| №   | Название                                                                    | Текст песни                   | Длительность |
| --- | --------------------------------------------------------------------------- | ----------------------------- | ------------ |
| 15. | «Ecotone»                                                                   | Поулсен                       | 3:47         |
| 16. | «Lola Montez» (Harp version)                                                | Поулсен                       | 4:28         |
| 17. | «7 Shots» (Live Wacken 2012) (при участии Милле Потроццы и Микаэля Деннера) | Поулсен                       | 5:12         |
| 18. | «Evelyn» (Live Wacken 2012) (при участии Марка «Барни» Гринуэя)             | Поулсен, Марк «Барни» Гринуэй | 3:46         |
| 19. | «Evelyn» (2010 demo)                                                        | Поулсен, Гринуэй              | 3:29         |

## Участники записи
| Volbeat - Микаэль Поулсен — вокал, ритм-гитара - Роберт Каджано — соло-гитара - Андерс Кйольхольм — бас-гитара - Йон Ларсен — ударные, перкуссия | Приглашённые музыканты - Кинг Даймонд — вокал - Сара Блэквуд — вокал - Андерс Педерсен — слайд-гитара - Йакоб Элунд — контрабас - Роб Синклер — банджо - Пол Лэмб — губная гармоника |

## Чарты и сертификации
| Страна             | Место | Страна     | Место |
| ------------------ | ----- | ---------- | ----- |
| Австрия            | 1     | Нидерланды | 4     |
| Бельгия (Валлония) | 46    | Норвегия   | 1     |
| Бельгия (Фландрия) | 10    | США        | 9     |
| Венгрия            | 28    | Финляндия  | 2     |
| Дания              | 1     | Франция    | 112   |
| Германия           | 1     | Швейцария  | 1     |
| Канада             | 1     | Швеция     | 4     |

| Страна   | Сертификат |
| -------- | ---------- |
| Австрия  | Платина    |
| Германия | Платина    |
| Дания    | Платина    |